# Club Esportiu Atlètic Balears (femení)
El Club Esportiu Atlètic Balears (femení) és un equip de futbol femení de Palma (Mallorca, Illes Balears) fundat el 2018. És la secció femenina del CE Atlètic Balears, fundat l'any 1920. Juga a la Primera Federació, segon nivell del futbol femení espanyol. Oficialment forma part del Balears Futbol Club, club vinculat a l'entitat blanc-i-blava que agrupa el futbol femení i part dels equips de futbol base.

## Història
L'equip actual va tenir un precedent als anys 80, quan l'equip del centre educatiu CIDE de Palma es va integrar en el club blanc-i-blau la temporada 1984-85. Va proclamar-se campió de la Lliga Regional de Mallorca i va disputar els quarts de final de la Copa de la Reina, però no va tenir continuïtat i l'equip es va traslladar de nou a un altre club en acabar la temporada.
La secció actual va ser presentada el 6 d'agost de 2018, formada per un planter de 18 jugadores. A la primera temporada (la 2018-19) l'objectiu fou assolir l'ascens a Primera Nacional i ho va assolir sense problemes.
Ja a categories estatals, la temporada 2019-20 fou planificada per consolidar-se a la categoria i es va complir l'objectiu, malgrat la temporada va finalitzar súbitament per culpa de la COVID-19. La 2020-21 es va plantejar amb objectius més ambiciosos i amb aspiracions de pujar de categoria, però varen quedar terceres, ben a prop de l'objectiu. En la 2021-22 l'equip va quedar segon i va assolir l'ascens a Segona Federació, categoria de nova creació.
Després de l'ascens a Segona Federació, la temporada 2022-23 es va planificar per consolidar-se a la categoria; però els resultats foren molt millors i l'equip va quedar tercer, a les portes d'un nou ascens. A la 2023-24 queden segones classificades i disputen la fase d'ascens a Primera Federació contra el filial de la UD Granadilla (2-1 a casa i 2-2 fora), aconseguint així l'ascens a Primera Federació. D'aquesta manera, i després de sis anys de vida, el club acumula tres ascensos en sis temporades fins a assolir la segona categoria absoluta del futbol femení estatal.

### Classificacions en Lliga
| - 1984-85: Lliga Regional (1r) - 1985-2018: No participa - 2018-19: Lliga Autonòmica (1r) | - 2019-20: Primera Nacional, Grup 3 (7è) - 2020-21: Primera Nacional, Grup 3 (3r) - 2021-22: Primera Nacional, Grup 3 (2n) | - 2022-23: Segona Federació, Grup Sud (3r) - 2023-24: Segona Federació, Grup Nord (2n) - 2024-25: Primera Federació |

 - Campionat de lliga 

 - Ascens 

 - Descens

### Classificacions en Copa
- 1984-85: 1/4 final

## Uniforme
- Uniforme titular: samarreta blanc-i-blava, calçons blancs, calces blanques.
- Uniforme alternatiu: samarreta groga, calçons negres, calces grogues.

## Estadi
L'equip juga els seus partits al Camp de Son Malferit, a la ciutat de Palma. El terreny de joc és de gespa artificial i té unes dimensions de 98 x 65 metres. La seva capacitat màxima és de 1.200 espectadors.

## Dades del club
- Temporades a Primera Federació (1): 2024-25
- Temporades a Segona Federació (2): 2022-23, 2023-24
- Temporades a Tercera Federació (3): 2019-20, 2020-21 i 2021-22
- Temporades a categories territorials (2): 1984-85 i 2018-19

## Jugadores i cos tècnic

### Plantilla temporada 2024-25
| N. | Pos. | Nac. | Jugador           |
| -- | ---- | --- | ----------------- |
| 1  | POR  | [[Fitxer:Flag of the Balearic Islands.svg\|23x15px\|border \|alt=Illes Balears\|link=Selecció de futbol de les Illes Balears\|{{#if:\|]]            | Sandra Torres 2a  |
| 2  | DEF  | [[Fitxer:Flag of the Balearic Islands.svg\|23x15px\|border \|alt=Illes Balears\|link=Selecció de futbol de les Illes Balears\|{{#if:\|]]            | Andrea Alcaide 5a |
| 3  | DEF  | [[Fitxer:Flag of Catalonia.svg\|23x15px\|border \|alt=Catalunya\|link=Selecció de futbol de Catalunya\|{{#if:\|]]                                   | Jani Rodríguez    |
| 4  | DEF  | [[Fitxer:Flag of the Balearic Islands.svg\|23x15px\|border \|alt=Illes Balears\|link=Selecció de futbol de les Illes Balears\|{{#if:\|]]            | Paula Rojas       |
| 5  | DEF  | [[Fitxer:Flag of the Balearic Islands.svg\|23x15px\|border \|alt=Illes Balears\|link=Selecció de futbol de les Illes Balears\|{{#if:\|]]            | Marina Orozco 1a  |
| 6  | MIG  | [[Fitxer:Flag of Andalucía.svg\|23x15px\|border \|alt=Andalusia\|link=Selecció de futbol d'Andalusia\|{{#if:\|]]                                    | Andrea Ríos 3a    |
| 7  | MIG  | [[Fitxer:Flag of the Balearic Islands.svg\|23x15px\|border \|alt=Illes Balears\|link=Selecció de futbol de les Illes Balears\|{{#if:\|]]            | Gabi Gutiérrez 4a |
| 8  | MIG  | [[Fitxer:Flag of Catalonia.svg\|23x15px\|border \|alt=Catalunya\|link=Selecció de futbol de Catalunya\|{{#if:\|]]                                   | Anna Bové         |
| 9  | DAV  | [[Fitxer:Flag of the Community of Madrid.svg\|23x15px\|border \|alt=Comunitat de Madrid\|link=Selecció de futbol de Comunitat de Madrid\|{{#if:\|]] | Mabel Okoye       |
| 10 | DAV  | [[Fitxer:Flag of the Valencian Community (2x3).svg\|23x15px\|border \|alt=País Valencià\|link=Selecció de futbol del País Valencià\|{{#if:\|]]      | Nuria Pomer       |
| 11 | MIG  | [[Fitxer:Flag of the Balearic Islands.svg\|23x15px\|border \|alt=Illes Balears\|link=Selecció de futbol de les Illes Balears\|{{#if:\|]]            | Neus Perelló      |

| N. | Pos. | Nac. | Jugador           |
| -- | ---- | --- | ----------------- |
| 12 | DAV  | [[Fitxer:Flag of the Balearic Islands.svg\|23x15px\|border \|alt=Illes Balears\|link=Selecció de futbol de les Illes Balears\|{{#if:\|]]       | Rocío García      |
| 13 | POR  | [[Fitxer:Flag of the Balearic Islands.svg\|23x15px\|border \|alt=Illes Balears\|link=Selecció de futbol de les Illes Balears\|{{#if:\|]]       | Blanca Noguera    |
| 14 | MIG  | [[Fitxer:Flag of the Balearic Islands.svg\|23x15px\|border \|alt=Illes Balears\|link=Selecció de futbol de les Illes Balears\|{{#if:\|]]       | Cora Coll         |
| 15 | DEF  | [[Fitxer:Flag of the Balearic Islands.svg\|23x15px\|border \|alt=Illes Balears\|link=Selecció de futbol de les Illes Balears\|{{#if:\|]]       | Fátima Traversaro |
| 16 | DEF  | [[Fitxer:Flag of the Valencian Community (2x3).svg\|23x15px\|border \|alt=País Valencià\|link=Selecció de futbol del País Valencià\|{{#if:\|]] | Nuria Ferrer      |
| 17 | DAV  | [[Fitxer:Flag of the Canary Islands.svg\|23x15px\|border \|alt=Illes Canàries\|link=Selecció de futbol d'Illes Canàries\|{{#if:\|]]            | Mar Rubio         |
| 18 | DEF  | [[Fitxer:Flag of the Balearic Islands.svg\|23x15px\|border \|alt=Illes Balears\|link=Selecció de futbol de les Illes Balears\|{{#if:\|]]       | Carla Sánchez     |
| 19 | DAV  | [[Fitxer:Flag of the Balearic Islands.svg\|23x15px\|border \|alt=Illes Balears\|link=Selecció de futbol de les Illes Balears\|{{#if:\|]]       | Karla Bermejo     |
| 20 | DEF  | [[Fitxer:Flag of Catalonia.svg\|23x15px\|border \|alt=Catalunya\|link=Selecció de futbol de Catalunya\|{{#if:\|]]                              | Berta Doltra      |
| 21 | DEF  | [[Fitxer:Flag of the Balearic Islands.svg\|23x15px\|border \|alt=Illes Balears\|link=Selecció de futbol de les Illes Balears\|{{#if:\|]]       | Nerea Orfila      |
| 22 | DEF  | [[Fitxer:Flag of the Balearic Islands.svg\|23x15px\|border \|alt=Illes Balears\|link=Selecció de futbol de les Illes Balears\|{{#if:\|]]       | Ruth Álvarez      |

### Cos tècnic
- Coordinadora:  Marina Tugores
- Primer entrenador:  Txema Expósito
- Entrenador adjunt:  Juanmi Lladó
- Preparador físic:  Sergio Ramírez
- Entrenador de porteres:  Pablo Roca
- Delegada:  Carolina Lechuga

## Cronología d'entrenadors
- Javier Herreros (2018-20)
- Txema Expósito (2020-)

## Equip filial
Des de 2019 el club compta amb un segon equip que juga a la Liga Autonòmica, primer nivell territorial i quart del futbol femení espanyol.

### Classificacions en Lliga
| - 2019-20: Lliga Autonòmica (4t) - 2020-21: Lliga Autonòmica, Gr. B (2n) | - 2021-22: Lliga Autonòmica (5è) - 2022-23: Liga Autonómica (1r) | - 2023-24: Tercera Federació, Gr. 3 (8è) - 2024-25: Tercera Federació, Gr. 3 |

## Trofeu Margarita Miranda
El Trofeu Margarita Miranda és un torneig d'estiu amistós que se celebra anualment des de 2022 entre l'Atlètic Balears i un altre equip femení. Serveix de presentació oficial de l'equip abans de la temporada regular i el seu nom és un homenatge a Margalida Miranda Bordoy, dirigent esportiva del club als anys 60 i 70 i una de les primeres dones amb una funció alta al món de futbol balear.

## Palmarès
- Lliga Autonómica (1): 2018-19
- Regional Mallorca (1): 1984-85
- Subcampió de Segona Federació (1): 2023-24
- Subcampió de Tercera Federació (1): 2021-22